# Tipton (Kansas)
Tipton è un comune degli Stati Uniti d'America, situato nello Stato del Kansas, nella contea di Mitchell.